# Крейг, Джим (хоккеист)
Джеймс Да́уни Крейг (англ. James Downey Craig; род. 31 мая 1957, Истон) — бывший американский хоккеист, игравший на позиции вратаря. Олимпийский чемпион 1980 в Лейк-Плэсиде в составе сборной США.

## Карьера

### Клубная
На студенческом уровне играл за команду «Бостон Юниверсити Терьерс», команду представляющую Бостонский университет. На Драфте НХЛ 1977 года был выбран в 4-м раунде под общим 72-м номером клубом «Атланта Флэймз». За эту команду он сыграл четыре матча и был обменян в «Бостон Брюинз». Он стал запасным вратарём «Бостона», проведя за «Брюинз» 23 матча, но следующий сезон пропустил из-за травм, в дальнейшем играя за фарм-клубы.
Проведя в НХЛ три игры за «Миннесоту Норт Старз» и их фарм-клуб «Солт Лейк Голден Иглз», он завершил свою карьеру в возрасте 26 лет.

### Международная
В составе сборной США играл на ЧМ-1979, на котором американцы остались без медалей, заняв итоговое седьмое место.
В составе сборной США, составленной из игроков студенческих лиг, играл на домашней ОИ-1980. На турнире он был основным вратарём, отыграв все семь матчей, в том числе и в легендарном матче со сборной СССР, которую американцы выиграли со счётом 4:3. В этом матче Крейг отразил 36 бросков по своим воротам, после финальной сирены партнёры кинулись на лёд его обнимать; по итогам турнира американцы сенсационно завоевали золотые медали.

## Скандал
В 1982 году обвинялся в ДТП, в котором одна женщина погибла, а другая серьёзно пострадала. Позже выяснилось, что он был трезв, на суде он не признал себя виновным и был оправдан.

## Послехоккейная деятельность
После ухода из хоккея занялся политикой и бизнесом.